# Margin Walker
Margin Walker другий EP американської пост-хардкор-групи Fugazi, який вийшов в червні 1989 року.

## Треклист
1. Margin Walker - 2:30
2. And the Same - 3:27
3. Burning Too - 2:41
4. Provisional - 2:17
5. Lockdown - 2:10
6. Promises - 4:03